# Ngazargamu

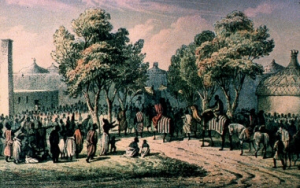
Birnin Ngazargamu

Ngazargamu, aussi Birni Ngazargamu, Birnin Gazargamu, Gazargamo ou N'gazargamu, est l'ancienne capitale du royaume de Bornou de 1460 à 1809. Situés à 150 km à l'ouest du lac Tchad dans l'État de Yobe, au Nigéria moderne. Les restes de cette ville sont encore visibles. Le mur d'enceinte mesure 6,6 km de long et atteint en partie jusqu'à 5 m de haut.
La capitale fut construite vers 1488, sous le règne de Mai Ali Gazi (1476-1503). Elle est située au confluent de la rivière Komadougou Gana et du Komadougou Yobé, près de l'actuel Geidam.
La ville est devenue le principal centre de Bornou pour l'éducation islamique sous Idrīs Alaoma.
En 1808, Ngazargamu est prise par le Djihad peul.

## Source
- (en) Cet article est partiellement ou en totalité issu de l’article de Wikipédia en anglais intitulé « Ngazargamu » (voir la liste des auteurs).